# Académie des beaux-arts de Brera
Pour les articles homonymes, voir Académie des beaux-arts et École supérieure d'art.
L’Académie des beaux-arts de Brera ou Académie de Brera (en italien Accademia di Belle Arti di Brera), est une école supérieure d'enseignement artistique italienne située à Milan et fondée en 1776.
Actuellement, située au 28 de la via Brera, elle forme des étudiants à la recherche et à la création artistiques sous toutes ses formes — peinture, sculpture, graphisme, photographie, vidéo, numérique, et histoire de l'art.
En vertu de la réglementation italienne, l'Académie de Brera se trouve dans le programme d'études universitaires, dans le domaine de la formation artistique et musicale en vue de la délivrance des diplômes académiques au niveau 1 (équivalent au mastère), et au niveau des diplômes académiques du 2e degré (équivalent à professeur diplômé).
L'Académie de Brera est l'institution de formation italienne avec le taux le plus élevé d'internationalisation parmi ses inscrits (plus de 24 % de non-Italiens). Elle compte environ 3 500 étudiants, dont plus de 850 étrangers, pour la plupart déjà diplômés dans leur pays d'origine.
En 2005, l'enseignement de l'école a été classé par l'Organisation des Nations unies pour l'éducation, la science et la culture au niveau « A5 », identique à celui de l'université Bocconi.
Le directeur de l'académie depuis 2012 est Franco Marrocco.

## Historique

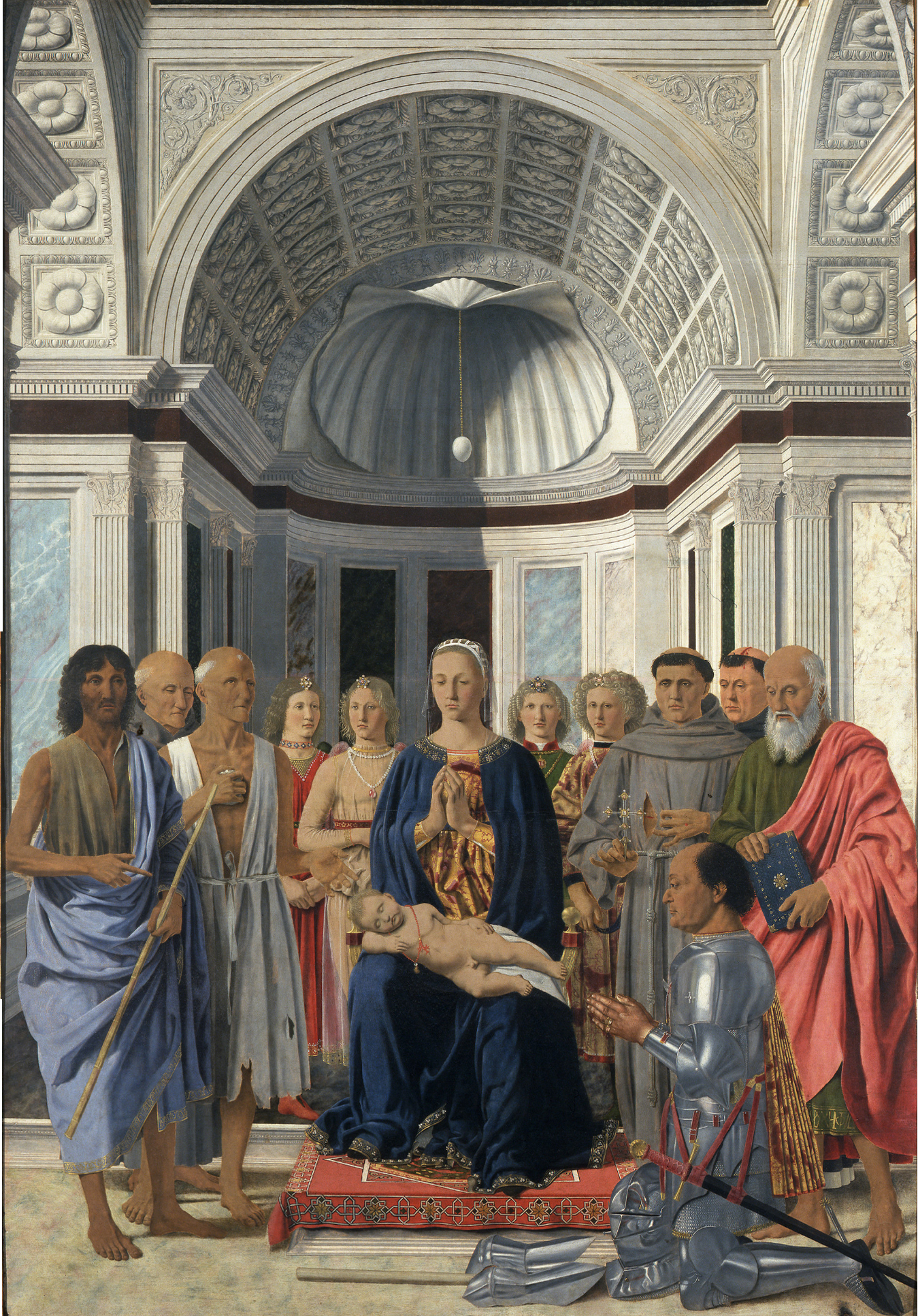
Piero della Francesca, La Conversation sacrée ou Pala Brera, pinacothèque de Brera.

Le Palazzo Brera dans lequel se trouve l'Académie, est construit vers 1572, sur les ruines d'un couvent de l’ordre des Umiliati. Il est confié à l’ordre des Jésuites. Le nom Brera dérive du terme germanique braida, qui indique une vaste clairière herbeuse, semblable à l'endroit où est construit le bâtiment homonyme qui abrite toujours le siège de l'Académie.
Durant les années 1627-1628, la restructuration du bâtiment est commanditée à Francesco Maria Richini. En 1772, est supprimée la Société de Jésus et le Palais Brera reçoit un nouveau cadre institutionnel, accueillant l'observatoire astronomique et la bibliothèque nationale de Brera (anciennement fondée par les Jésuites). En 1774, est fondé le Jardin botanique de Brera.

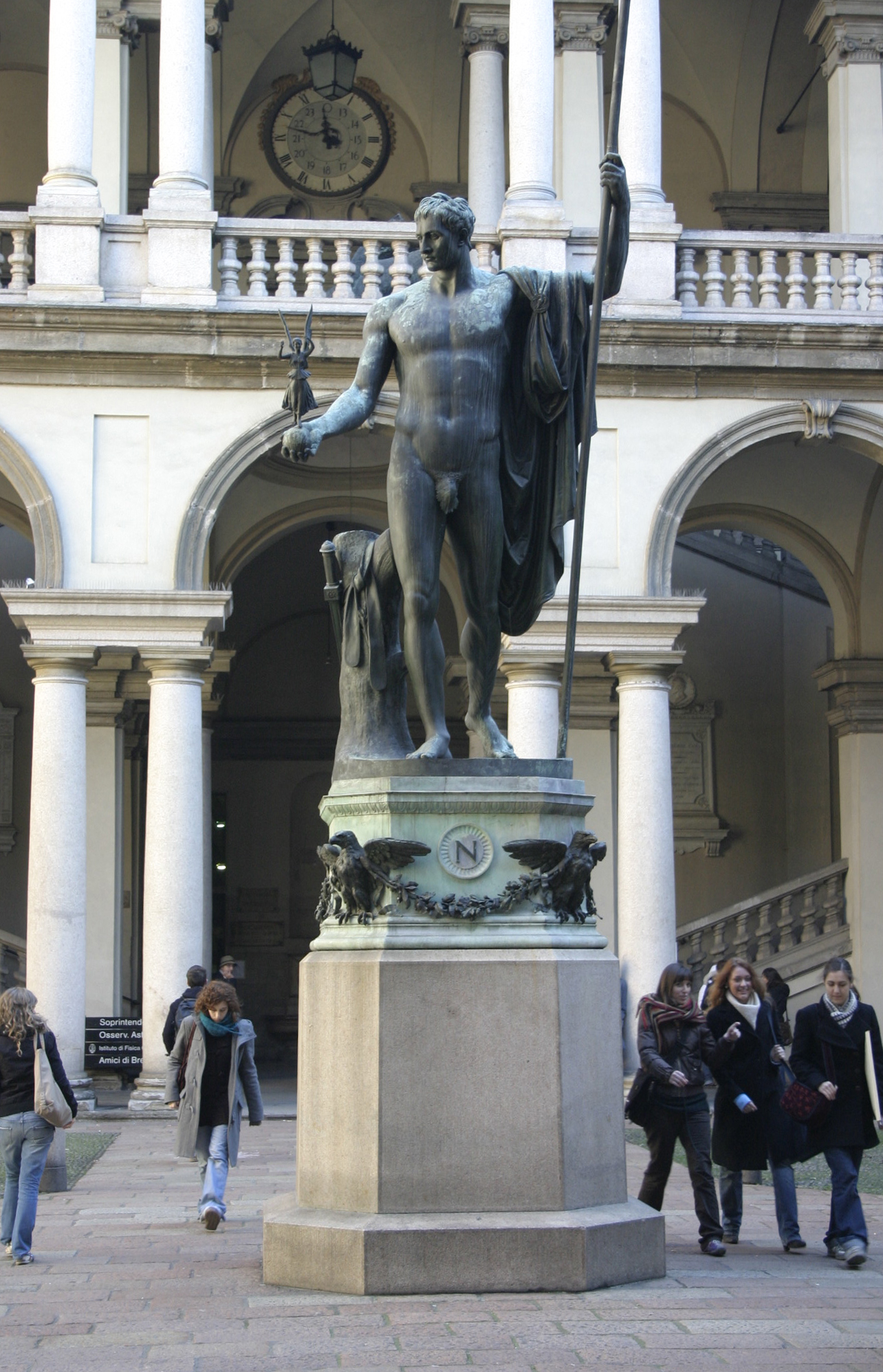
Antonio Canova, Napoléon Ier en Mars pacificateur, bronze, cour intérieure du Palazzo Brera.

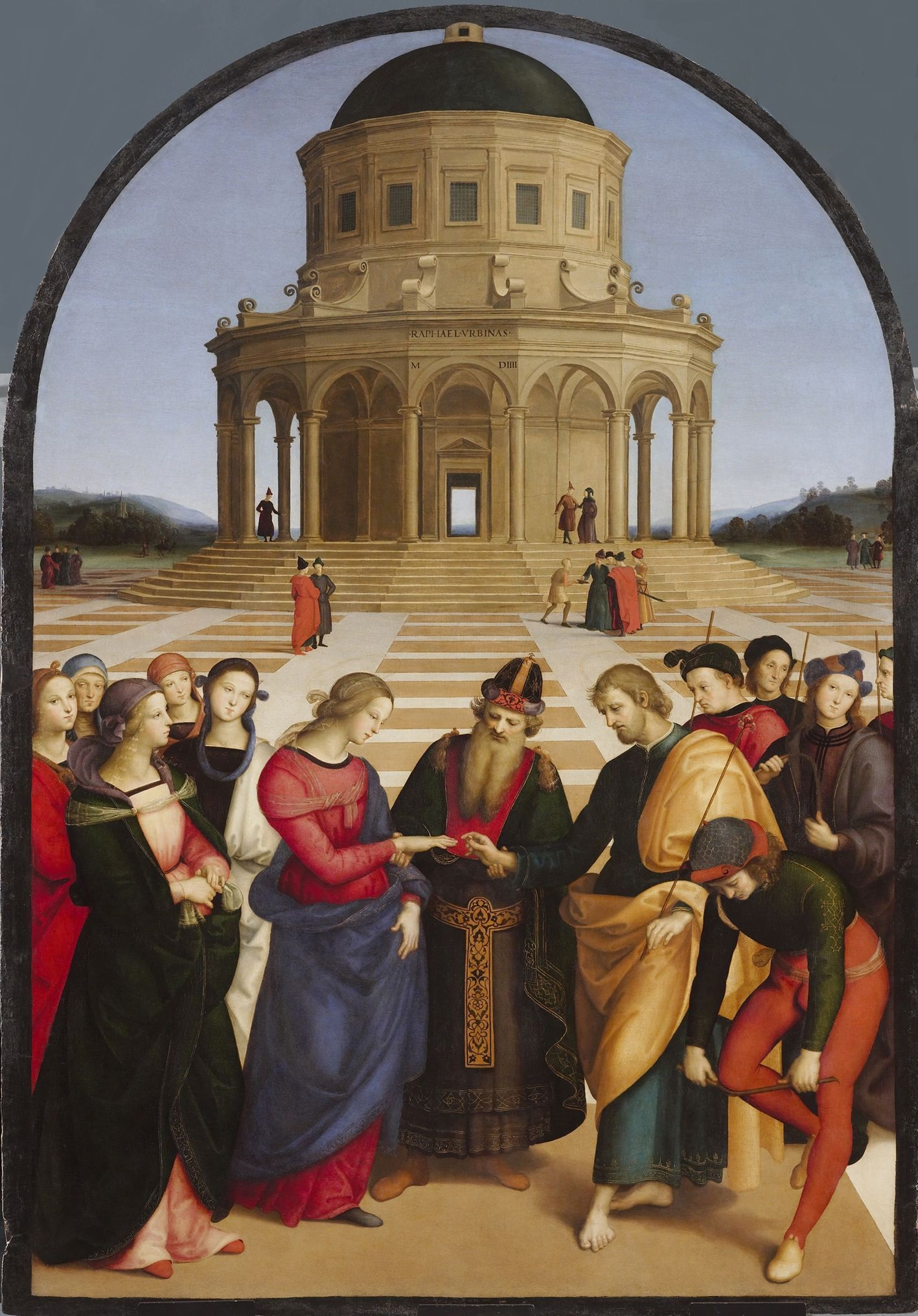
Raphaël, Les Fiançailles de la Vierge, pinacothèque de Brera.

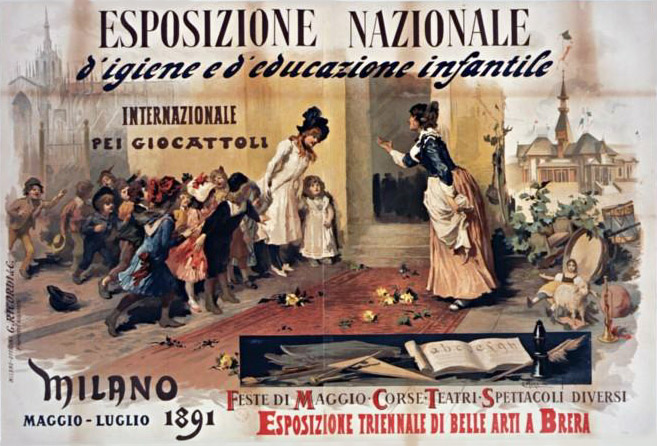
Exposition nationale d'hygiène et d'éducation enfantine. Exposition triennale des beaux-arts à Brera. Milan, 1891, affiche.

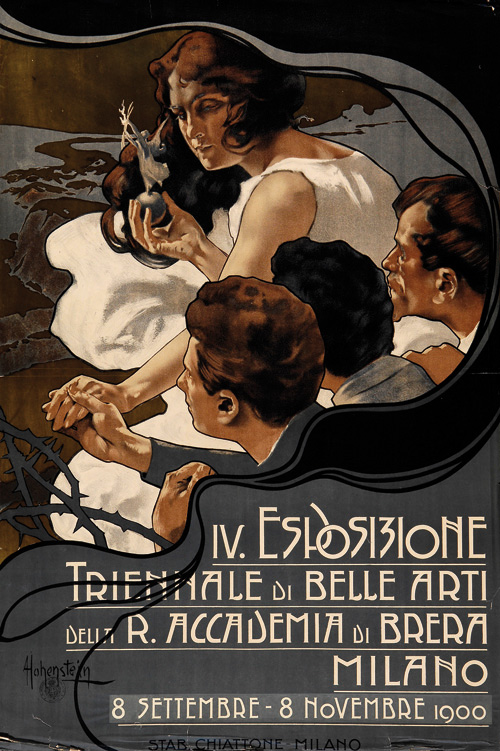
Affiche publicitaire (1900) pour la 4e exposition triennale par Adolfo Hohenstein.

En 1776, est fondée l'Académie des beaux-arts de Brera par l'impératrice Marie-Thérèse d'Autriche dont l'objectif principal est « soustraire l'enseignement des beaux-arts aux artisans et aux artistes privés, soumis à la surveillance du public et de l'opinion publique ». Le projet est confié à l'architecte Giuseppe Piermarini qu'elle nomme, la même année, premier architecture. Toujours en 1776, a été fondée la pinacothèque de Brera qui constitue une collection d'œuvres exemplaires, destinées à la formation des étudiants. C'est un musée de réputation internationale, qui recueille la collection la plus importante aujourd'hui à Milan. Elle abrite, entre autres, les chefs-d'œuvre de Bellini, Boccioni, Botticelli, Caravage, Hayez, Léonard de Vinci, Mantegna, Modigliani, Picasso, Piero della Francesca, Raphaël, Rembrandt, Rubens, Tiepolo, Tintoret, Titien et de Véronèse.
En 1797, Napoléon Bonaparte transforme la pinacothèque de Brera qui devient un vrai musée pour exposer les peintures des territoires conquis par les armées françaises, un lieu de conservation qui deviendra l'Académie des sciences et des lettres de l'institut lombard.
En 1803 est formé le Conseil académique, composé de 30 membres, qui élargit et définit l'enseignement des thèmes : l'architecture, la peinture, la sculpture, ornement, gravure, perspective, anatomie et éléments de la figure artistique. La commission des ornementations commence à jouer un contrôle sur les monuments publics semblable à celui de l'actuel « surintendant des travaux publics » (Sopraintendenze alle Belle Arti).
En 1805, se met en place le lancement des expositions annuelles, qui reste la plus importante manifestation de l'art contemporain en Italie tout au long du XIXe siècle. L'événement donne un aperçu des travaux des élèves en Italie et en Europe. Les récompenses offertes sont destinées à faire connaître le nom de l’Académie des beaux-arts à l'échelle européenne.
En 1809, pour adapter le complexe architectural du Palazzo Brera à sa nouvelle fonction, est démolie la façade XIVe siècle de l'église de Santa Maria di Brera, attribuée à Giovanni di Balduccio. L'église dédiée à la Vierge remonte à la fondation du couvent des Umiliati datée autour de 1229-1230. En dépit de l'avis négatif émis deux ans plus tôt par la Commissione d'Ornato, la nouvelle commission dirigée par Pietro Moscati, et Eugène de Beauharnais finissent par accepter les nouveaux plans proposés par Piero Gilardoni. Il s'agit de donner une plus large place aux écoles de peinture et de sculpture au sein de l’académie et d'agrandir les salles d'exposition de la galerie. Après la démolition, les bas-reliefs, les sculptures et des fragments de la façade du portail de l'église sont transférés au musée d'art ancien du château des Sforza à Milan (où ils sont toujours visibles). Quelques fragments et trois fenêtres sont incorporés dans la façade de la Cascina San Fedele au parc de Monza. D'autres fragments sont placés dans la Villa Antona Traversi de Desio. Les œuvres (peintures et fresques déposées), qui ornaient l'intérieur de l'église, signées par Bernardo Luini, Bernardo Senale, Bramantino et Vincenzo Foppa, sont exposées à la Pinacothèque de Brera et au musée des sciences et technologie de Milan. D'autres parties de fresques attribuées à Giusto Dei Menabuoi, des bases de colonnes, chapiteaux et des décorations murales sont encore visibles dans les locaux (internes et externes) des salles des classes utilisées par le département de design et arts appliqués de la Brera.
En 1859, après la visite à Milan de Napoléon III, la statue en bronze Napoléon Ier en Mars pacificateur est placée au centre de la cour intérieure du Palazzo Brera, sur un piédestal de marbre conçu par Luigi Bisi. La statue avait été commandée par Eugène de Beauharnais en 1807, et le bronze fondue à Rome en 1811-1812 sur un modèle créé par Antonio Canova.
En 1861, après l'unification de l'Italie, l'académie traverse une période de crise due à l'avènement de la photographie et au fait que beaucoup d'étudiants refusent désormais de copier les œuvres du passé. En 1863, le musée archéologique est ouvert.
En 1882, la gestion de pinacothèque de Brera devient autonome. En 1891, l'exposition annuelle devient triennale, alors que l'enseignement de l'architecture prend son autonomie et qu'une école d'architecture indépendante est fondée.
De 1897 à 1914, Camillo Boito est le président de l'académie et compte, entre autres, parmi ses élèves, Luca Beltrami. En 1900, la pinacothèque de Brera acquiert la possibilité d'ouvrir une collection de peinture contemporaine.
L'industriel et mécène Antonio Bernocchi participa activement à la reconstruction de l'école frappée par les bombardements qui affectèrent Milan entre 1915 et 1916.
En 1923, avec la réforme de l'école promue par Giovanni Gentile, est mis en place une nouvelle structure d'enseignement, plus ouverte aux courants modernistes. Durant la même période, l'école de sculpture est dirigée par Adolfo Wildt (suivi par Francesco Messina et Marino Marini), qui compte, parmi ses élèves, deux des plus doués du renouvellement artistique de Milan, dans les années qui vont suivre, à savoir Lucio Fontana et Fausto Melotti, tandis que sous la présidence d'Achille Funi, est mis en place le cours de fresque.
En 1931, l'école d'architecture intègre les bâtiments de l'École polytechnique de Milan (Politecnico di Milano).
Pendant la Seconde Guerre mondiale, l'académie est dirigée par Aldo Carpi, avec Guido Ballo comme professeur d'histoire de l'art, en plus de maîtres de la sculpture Alik Cavaliere et Andrea Cascella, et les professeurs de peinture que sont Mauro Reggiani, Domenico Cantatore, Pompeo Borra et Domenico Purificato.
Dans les années 1950-1960, Brera est au croisement des nouvelles formes d'expressions radicales qui émergent entre Milan, capitale financière de l'Italie, et Paris, qui reste la capitale à cette époque des nouvelles tendances du marché de l'art. L'école est portée par le renouveau du design italien, le spatialisme et l'art informel, l'Arte povera, etc.

## Informations générales
L’Académie de Brera est passée de quatre cours traditionnels à onze cours triennaux au niveau des premières, 19 cours de deux années au niveau des secondes, un avancé et trois maîtres. Il a également permis à six stages permettant un enseignement biennal dans les écoles secondaires (COBASLID), dans six classes de la concurrence qui ont trait à la spécificité des arts visuels.

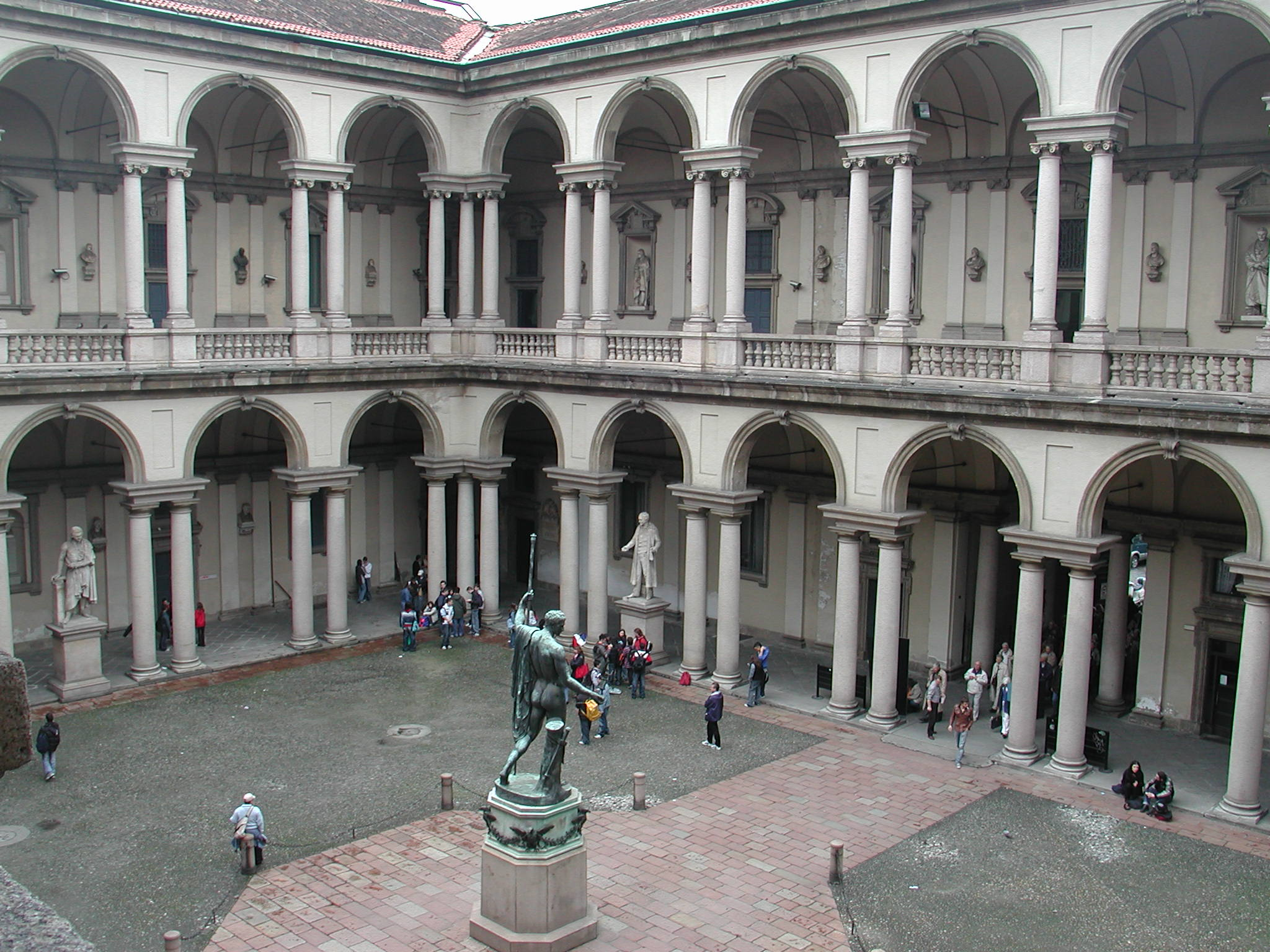
Cour intérieure du Palais Brera : l'académie au rez-de-chaussée, la pinacothèque au premier étage.

L'Académie de Brera dispose également de quatre départements traditionnels :
- décoration ;
- peinture ;
- sculpture ;
- scénographie théâtrale ;

et, depuis 1997-1998, quatre départements expérimentaux, dont l'apport annuel est limité à 20 élèves :
- art sacré contemporain ;
- restauration de l'art contemporain ;
- communication et éducation appliquée à l'art ;
- multimédia Communication.

Il est autorisé à prolonger la durée du cours d'une seule année, ce qui porte le maximum de la durée du cours global à cinq ans.

### Admission des ressortissants étrangers
Les citoyens étrangers qui souhaitent s'inscrire comme étudiants de l'Académie de Brera doivent présenter leur demande au consulat italien dans leur pays au plus tard le 15 mars de l'année au cours de laquelle ils ont l'intention de commencer leurs études à Brera.
Ensemble avec leur demande, ils devraient présenter un programme d'enseignement (complète avec les diplômes), et l'indication des cours de leur choix. Les autorités consulaires va vérifier l'équivalence des titres d'études et fera parvenir la documentation traduite au secrétariat de l'Académie.
À l'issue de cette procédure, les candidats seront invités à participer aux examens d'entrée, qui consistent en un test d'aptitude artistique pertinente pour le cours choisi, et un test de culture générale de sensibilisation. Les ressortissants étrangers devront également passer un examen de langue italienne écrite.

### Patrimoine
Est aujourd'hui patrimoine de l'Académie de Brera :
- la collection des sculptures et des gypses typiques ;
- les archives historiques ;
- le fonds historique ;
- le cabinet des dessins et des estampes ;
- la galerie des peintures ;
- les archives photographiques ;
- la bibliothèque des arts contemporain de l'Académie de Brera.

## Cursus

### 1ercycle(sur trois ans)

#### Département des arts visuels
- Peinture
- Sculpteur
- Graphiques
- Décoration

#### Département de design et arts appliqués
- Théâtre design
- Restauration
- Conception artistique pour la entreprises
- Nouvelles technologies pour les arts

#### Département de la communication et de l'art enseignement
- Les succursales de développement du patrimoine culturel
- Communication et éducation appliquée à l'art

### 2ecycle(sur deux ans)

#### Département des arts visuels
- Peinture
- Sculpteur
- Graphiques
- Décoration
- Anthropologie et art sacré contemporain

#### Département de design et arts appliqués
- Théâtre design
- Costumes
- Étape design de cinéma et de télévision
- Restauration de l'art contemporain
- Conception de produits
- Fashion design
- Multimédia interactif et performatif pur les arts
- Multimédia arts cinématographique et vidéo
- Photographie

#### Département de la communication et de l'art enseignement
- Communication créative pour le patrimoine culturel
- Communication et organisation pour l'art contemporain

### École de spécialisation (sur deux ans)
En accord avec la faculté de psychiatrie de l'université de Pavie :
- Théorie et pratique de l'art thérapeutique

### Centre de recherche
- Centre de recherche de Visual Culture Studies (CRAB)

## Enseignants et étudiants célèbres de l'Académie des beaux-arts de Brera

### XVIIIe–XIXesiècles
- Giuseppe Piermarini (1734-1808), architecte
- Jacques-Louis David (1748-1825), peintre
- Ennius Quirinus Visconti (1751-1818), archéologue et politicien
- Antonio Canova (1757-1822), sculpteur
- Bertel Thorvaldsen (1770-1844), sculpteur
- Vincenzo Camuccini (1771-1844), peintre
- Luigi Manfredini (1771-1840), sculpteur-médailleur
- Giuseppe Bossi (1777-1815), peintre, dessinateur, poète et écrivain
- Francesco Hayez (1791-1882), peintre
- Giuseppe Elena (1801-1867), peintre et graveur
- Carlo Ferrari (1813-1871), peintre et décorateur
- Cherubino Cornienti (1816-1860), peintre
- Raffaele Casnédi (1822-1892), peintre
- Carlo Mancini (1829-1910), peintre
- Antonio Barzaghi-Cattaneo (1834-1922), peintre, élève de 1856 à 1863
- Camillo Boito (1836-1914), architecte et écrivain
- Giovanni Vincenzo Cappelletti (1843-1887) architecte
- Angelo Asti (1847-1903), peintre
- Adolfo Feragutti Visconti (1850-1924), peintre
- Emilio Magistretti (1851-1936), peintre
- Luca Beltrami (1854-1933), architecte, historien de l'art et restaurateur
- Emilio Borsa (1857-1931), peintre
- Giovanni Segantini (1858-1899), peintre
- Medardo Rosso (1858-1928), sculpteur
- Adolfo Wildt (1868-1931), sculpteur
- Giuseppe Pellizza (1868-1907), peintre
- Alfredo Vaccari (1877-1933), peintre et graveur

### XXesiècle
- Stefano Apuzzo (né en 1966), homme politique, journaliste et écrivain italien
- Gian Emilio Malerba (1880-1926)
- Carlo Carrà (1881-1966), peintre
- Aldo Carpi (1886-1973), peintre et écrivain
- Antonio Sant'Elia (1888-1916), architecte futuriste
- Achille Funi (1890-1972), peintre
- Fernando Carcupino (1922-2003), peintre
- Luciano Fabro (1936-2007), peintre et sculpteur
- Birago Balzano (né en 1936), dessinateur de bandes dessinées
- Mauro Reggiani (peintre)
- Borra Pompeo (peintre)
- Lucio Fontana (peintre, sculpteur et céramiste)
- Adriano Gajoni (peintre)
- Marino Marini (sculpteur)
- Fausto Melotti (sculpteur)
- Gianfilippo Usellini (peintre)
- Domenico Cantatore (peintre et illustrateur)
- Bruno Munari (peintre, sculpteur, dessinateur et graveur)
- Piero Fornasetti (peintre, sculpteur, dessinateur et graveur)
- Guido Ballo (historien de l'art)
- Domenico Purificato (peintre)
- Giovanni Madonini (peintre)
- Andrea Cascella (sculpteur, peintre et céramiste)
- Oreste Carpi (peintre)
- Enrico Baj (peintre et sculpteur)
- Clemen Parrocchetti (1923-2016), artiste féministe italienne
- Umberto Pettinicchio (peintre)
- Arnaldo Pomodoro (sculpteur)
- Dante Parini (sculpteur)
- Alik Cavaliere (sculpteur)
- Dario Fo (dramaturge, metteur en scène, scénographe, acteur et prix Nobel de littérature 1997)
- Diego Fiori (artiste italien, réalisateur et producteur de cinéma)
- Roberto Sanesi (historien de l'art, poète et essayiste)
- Piero Manzoni (peintre et sculpteur)[réf. nécessaire]
- Vincenzo Ferrari (peintre)
- Miltos Manetas (peintre, artiste multimédia)
- Vanessa Beecroft (peintre, photographe et interprète)
- Marcella Campagnano (1941-) artiste féministe
- Fernando De Filippi (1940-), peintre, sculpteur, photographe, performeur, étudiant puis directeur de l'Académie

### XXIesiècle
- Giulia Borio, mannequin et actrice